# Meleg az éjszaka
A Meleg az éjszaka Szűcs Judith sorban harmadik nagylemeze.

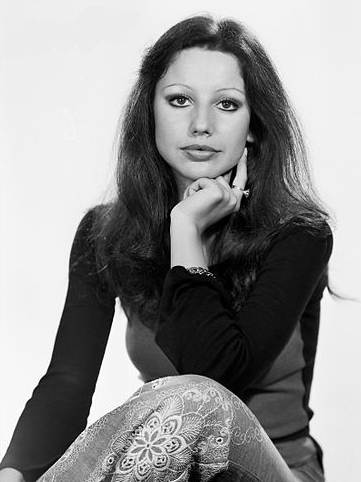

## A lemezen megjelent dalok[1]
1. Nem akarok hazugságban élni (Delhusa Gjon)
2. A tanítás után (Schöck Ottó-Schöntal Henrik)
3. Egy picike pont vagyok (Ihász Gábor)
4. Meleg az éjszaka (Schöck Ottó-Schöntal Henrik)
5. Minden nap változol (Németh Alajos-Schöntal Henrik)
6. Vidéki út (Delhusa Gjon)
7. Száguldás (Delhusa Gjon)
8. Ilyen a szerelem (Schöck Ottó-Schöntal Henrik)
9. Te figyelj! (Szűcs Judith-Schöntal Henrik)
10. Elbúcsúzom (Schöck Ottó-Schöntal Henrik)

## Közreműködtek
- Baracs János – basszusgitár, ének
- Bardóczi Gyula – dob
- Bognár László, Deseő Csaba, Papp János, Párkányi István, Várnagy Mihály – hegedű
- Dés László, Pócs Mihály – szaxofon
- Fekete István, Gráner László – trombita
- Friedrich Károly, Gőz László – harsona
- Jakab György – zongora, ének
- Pásztor László, Végvári Ádám – gitár, ének
- Ruzicska Tamás – konga
- Schöck Ottó – zongora
- Sipos András – bongo